# Гари (езеро)
Вижте пояснителната страница за други значения на Гари.
Езерото Гари (на английски: Garry Lake) е 9-о по големина езеро в територия Нунавут. Площта му, заедно с островите в него е 976 км2, която му отрежда 45-о място сред езерата на Канада. Площта само на водното огледало без островите е 916 km². Надморската височина на водата е 148 m.
Езерото се намира в западната част на територия Нунавут на Канада, на 130 km северно от езерото Абърдийн. Дължината му от запад на изток е 97 km, а максималната му ширина – 61 km. Средна дълбочина от 6,1 м, а максимална – 9,1 м. Дели се три части: горна (западна) – Ъпър Гари, средна – Гари и долна (източна) – Лауър Гари, като нивото на водата в трите части е различна, от 154 м в горната част, през 152 м в средната и 148 м в долната.
Гари има силно разчленена брегова линия с множество заливи, полуострови, протоци и острови. Площта на всичките островите в него е 60 km².
През езерото от запад, от езерото Пели се влива река Бак, която след като премине през трите стъпала на езерото изтича от североизточния му ъгъл и след като премине през още няколко езера се влива в залива Чантри на Северния ледовит океан.
От юни до август по бреговете на езерото гнездят над 21 хил. канадски гъски и около 5 хил. бели гъски. През 1981 г. в близост до езерото са открити богати залежи на уранова руда и през 2007 г. е взето решение за експлоатация на находището.
Езерото Гари е открито през юли 1834 г. от английския военен моряк и пътешественик Джордж Бак и е кръстено от него в чест на заместник-директора по това време на компанията „Хъдсън Бей“ Никълъс Гари.